# Schildblatt
Das Schildblatt (Darmera peltata (Torr. ex Benth.) Voss, Syn.: Peltiphyllum peltatum (Torr. ex Benth.) Engl.) ist die einzige Art der Pflanzengattung Darmera innerhalb der Familie der Steinbrechgewächse (Saxifragaceae). 

## Beschreibung

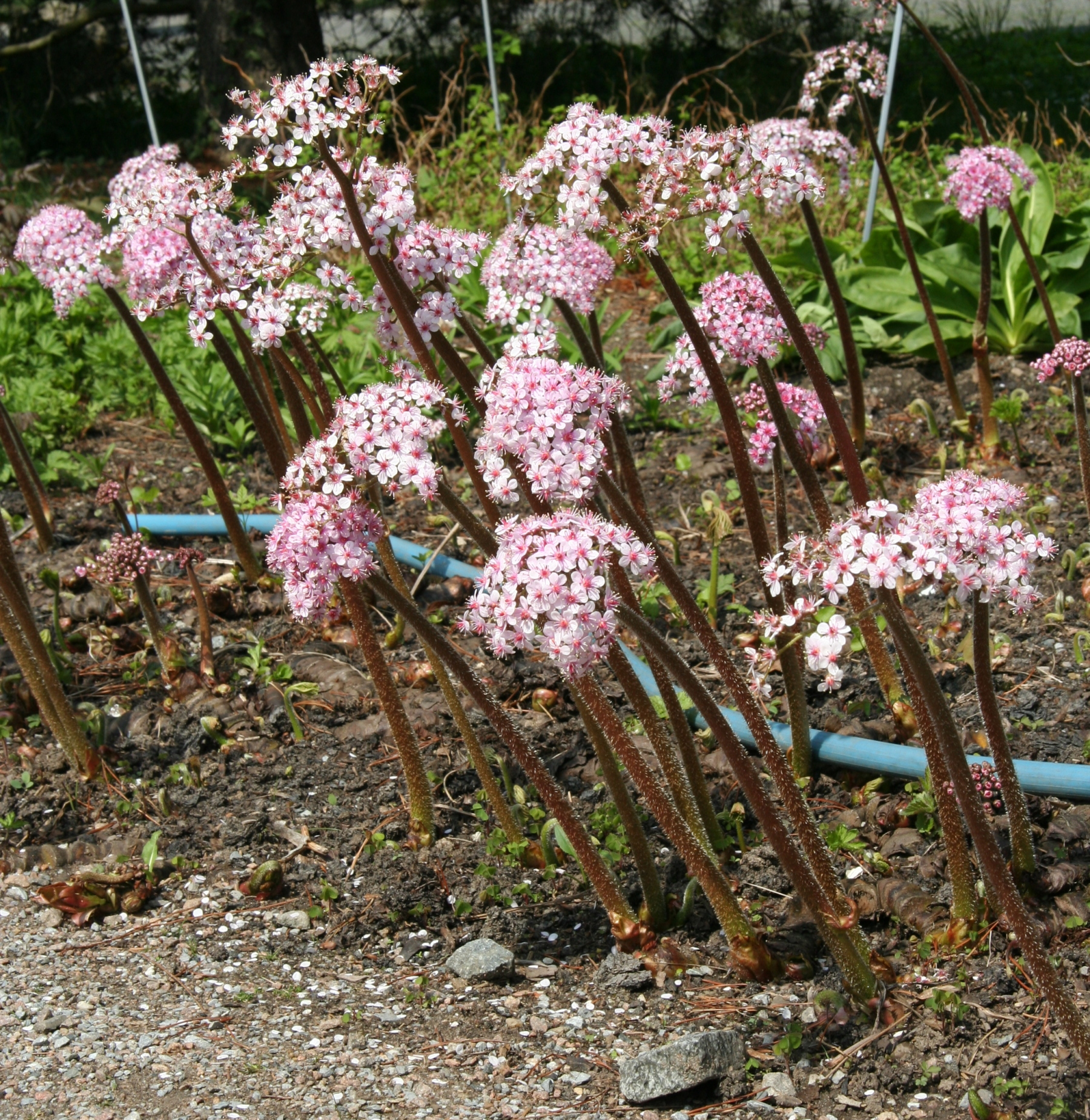
Blühende Pflanzen

### Vegetative Merkmale
Das Schildblatt ist eine ausdauernde krautige Pflanze, die Wuchshöhen von 50 bis 65 Zentimetern erreicht. Als Überdauerungsorgane werden kräftige dunkelbraune Rhizome ausgebildet.
Die erst nach der Blütezeit erscheinenden Laubblätter sind in Blattstiel und -spreite gegliedert. Die Blattspreite ist bei einem Durchmesser von 20 bis 45 Zentimetern schildförmig (peltat, daher der botanische Name), kreisförmig und am Rand gelappt bis gespalten.  

### Generative Merkmale
Die Blütezeit reicht von April bis Mai. Der mehr als 30 Zentimeter lange, aufrechte, drüsig behaarte Blütenstandsschaft ist in der Regel blattlos und erscheint oft schon vor dem Laubaustrieb. Die Blüten stehen in einem rispigen oder schirmrispigen Blütenstand zusammen, der einen Durchmesser von 15 bis 20 Millimeter aufweist.
Die zwittrige Blüte ist fünfzählig mit einer doppelten Blütenhülle. Die fünf Kelchblätter sind zurückgekrümmt. Die fünf Kronblätter sind weiß oder rosafarben. Es sind zehn Staubblätter und zwei bis drei purpurfarbene Fruchtblätter vorhanden.

## = Chromosomensatz
Die Chromosomgrundzahl beträgt x = 17; es liegt Diploidie mit einer Chromosomenzahl von 2n = 34 vor.

## Vorkommen
Das Schildblatt kommt in den westlichen US-Bundesstaaten Oregon und Kalifornien. Das Schildblatt gedeiht zwischen feuchten Steinen an Bach- und Flussufern in Höhenlagen von 30 bis 1800 Metern. In Großbritannien und Irland ist es ein Neophyt.

## Taxonomie
Die Erstbeschreibung erfolgte 1849 unter dem Namen (Basionym) Saxifraga peltata durch George Bentham in Plantas Hartwegianas imprimis Mexicanas . . . Seite 311. Bentham übernahm den Namen von John Torrey. Die Neukombination zu Darmera peltata (Torr. ex Benth.) Voss wurde 1899 durch Andreas Voss in Gärtnerisches Zentral-Blatt, Band 1, Seite 646 veröffentlicht und dabei die Gattung Darmera aufgestellt. Ein weiteres Synonym für Darmera peltata (Torr. ex Benth.) Voss ist Peltiphyllum peltatum (Torr. ex Benth.) Engl.  Der Gattungsname Darmera ehrt den deutschen Gärtner Karl Darmer (1843–1918).

## Nutzung
Das Schildblatt wird selten als Zierpflanze für Gehölzgruppen, Bach- und Teichränder genutzt. Es ist seit spätestens 1873 in Kultur. Die Sorte ‘Nana’ erreicht nur Wuchshöhen bis 30 Zentimeter.

### = Einzelnachweise
1. 1 2 3 4 5 6  
Elizabeth Fortson Wells, Patrick E. Elvander: Darmera Voss. In: Flora of North America North of Mexico, Volume 8: Magnoliophyta: Paeoniaceae to Ericaceae, Oxford University Press, New York und Oxford, 2009, ISBN 978-0-19-534026-6. Volume 8, 2009: Darmera peltata (Torrey ex Bentham) Voss. S. 76 – textgleich online wie gedrucktes Werk.
2. 1 2  
Jaakko Jalas, Juha Suominen, Raino Lampinen, Arto Kurtto: Atlas florae europaeae. Band 12: Resedaceae to Platanaceae, Helsinki 1999, ISBN 951-9108-12-2, S. 222.
3. ↑  
Lotte Burkhardt: Verzeichnis eponymischer Pflanzennamen – Erweiterte Edition. Teil I und II. Botanic Garden and Botanical Museum Berlin, Freie Universität Berlin, Berlin 2018, ISBN 978-3-946292-26-5, doi:10.3372/epolist2018.